# Blue Ridge (Georgia)
Blue Ridge es un pueblo ubicado en el condado de Fannin en el estado estadounidense de Georgia. En el censo de 2000, su población era de 1210 habs. Está situado al norte del estado, cerca del límite con Tennessee y Carolina del Norte.

## Demografía
En el 2000 la renta per cápita promedia del hogar era de $28,214, y el ingreso promedio para una familia era de $35,259. El ingreso per cápita para la localidad era de $16,149. Los hombres tenían un ingreso per cápita de $25,859 contra $17,941 para las mujeres.

## Geografía
Blue Ridge se encuentra ubicado en las coordenadas 34°52′6″N 84°19′16″O / 34.86833, -84.32111 (34.868344, -84.320991).
Según la Oficina del Censo, la localidad tiene un área total de 5,6 km² (2,2 mi²), de la cual 5,6 km² (2,2 mi²) es tierra y 0 km² (0 mi²) (0.0%) es agua.